# شرف‌آباد (اشکذر)
شرف‌آباد، روستایی از توابع بخش مرکزی شهرستان اشکذر در استان یزد ایران است.
این روستا در ۳۰ کیلومتری جاده سنتو در محور یزد - میبد در میانه‌های دشت کویر قرار دارد و تا جاده سنتو ۲/۵ کیلومتر فاصله دارد و در سر راه روستاهای صدرآباد، مهدی‌آباد و جلال‌آباد قرار گرفته است. در اطراف آن روستاهای جمال آباد، عزاباد، صدرآباد، مهدی‌آباد و همت‌آباد قرار دارند. مساحت تقریبی روستا ۶ کیلومترمربع می‌باشد. همچنین در اطرف بخشی از روستا باغات و زمین‌های کشاورزی وجود دارد.

## اقلیم آب و هوا
از آنجاییکه این روستا در دشت کویر قرار گرفته دارای آب و هوای گرم و خشک می‌باشد. دارای تابستان‌های بسیار گرم و زمستانی سرد است. بارش برف و باران در سال اندک است و معمولاً در اواخر زمستان و اوایل بهار بادهای شدید همراه با گرد و خاک می‌وزد و در مجموع هوایی شبیه شهر یزد دارد.

## کسب و کار
بیشتر مردم این روستا به کار کشاورزی و دامپروری مشغول می‌باشند. تعدادی از میانسالان کارگر کارخانجات هستند و بعضی به شغل مغازه‌داری، معلمی، مکانیکی، تراشکاری، رانندگی و … پرداخته و امرار معاش می‌نمایند. قالیبافی هنوز در روستا رونق دارد. چند نفری هم کشت گلخانه‌ای داشته و محصولات خود را به شهرهای اطراف و حتی به خارج از کشور صادر می‌کنند. یک نفر نیز به پرورش اسب مشغول است.

## جمعیت
از نظر جمعیت و سکنه یکی از روستاهای بزرگ و پرجمعیت شهرستان اشکذر بوده که در حال حاضر (سال ۱۳۹۴) دارای بیش از ۱۱۰۰ نفر جمعیت می‌باشد. بیشتر قشر جمعیت جوان هستند. این روستا در دهستان رستاق قرار دارد و براساس سرشماری مرکز آمار ایران در سال ۱۳۸۵، جمعیت آن ۷۳۶ نفر (۲۱۸خانوار) بوده است.

## فرهنگ
در حدود ۸۵٪ مردم این روستا با سواد هستند. این روستا قبلاً دارای ۵ مدرسه بوده ولی به دلیل مهاجرت افراد به مرکز استان فعلاً یک مدرسه باقی مانده است. معلمان آن مدرسه بومی هستند. افراد فرهیخته این روستا که دارای مدارک و تحصیلات عالی می‌باشند در جاهای مختلف مشغول خدمت می‌باشند.

## مساجد و تکایا
روستا دارای ۶ مسجد و دو حسینه است.
مساجد عبارتند از:
1. ترکن آباد
2. صاحب الزمان
3. میان (این مسجد تخریب شده و در عوض مسجدی در حال ساخت است).
4. زینب
5. وکیل
6. بیت الزهرا

حسینیه‌ها عبارتند از:
1. حسینه بزرگ (جلوی در ورودی مسجد ترکن آباد)
2. حسینیه مرحوم حاجی حسن

## قنات
تا حدود ۴۵ سال پیش این روستا یک رشته قنات داشت که آب آن شیرین بود. مادر چاه این قنات در حدود ۵۰ کیلومتری شرف آباد و محل آن بین صفائیه یزد و شهر مهریز بود. این قنات به علت حفر چاه‌های عمیق در محدوده مادر چاه خشک شده است. بنا به گفته پیرمردهای روستا عمق مادر چاه حدود ۱۰۰ متر بوده است. در حال حاضر جهت آبیاری صحرای شرف آباد چاه عمیق به جای قنات حفر شده است.

## آثار باستانی
آثار باستانی روستا عبارتند از:
- مسجد ترکن آباد

این مسجد یکی از مساجد قدیمی رستاق می‌باشد که در جوار حسینیه بزرگ واقع است و در قسمت بالای گنبد آن گلدسته‌ای وجود دارد که در قدیم مؤذن در آن اذان می‌گفته است. آن مسجد دارای دیوارهای بسیار قطور است و از خشت و گل ساخته شده است.
- قلعه

این قلعه در قسمت شرق شرف آباد واقع شده است. بخش عمده ساختمان‌های داخلی آن خراب شده ولی دیوارهای و برج‌های آن تقریباً سالم هستند.
- آب انبار

آب انبار در کنار مسجد ترکن آباد واقع شده و گنبد و بادگیرهای آن سالم و قابل دیدن هستند.
- ساختمان مخروبه گودال کاروانسرا

این گودال در قسمت جنوب روستا در صحرای شرف آباد قرار دارد و به نقل از پیرمردهای روستا یک گورستان قدیمی بوده ولی هم‌اکنون اثری از قبر در آن مشاهده نمی‌شود.
- هشت دری

این ساختمان در تخته سری صحرای شرف آباد قرار دارد و قدمتی بیش از ۱۰۰ سال دارد؛ و حدود ۳۰ سال پیش توسط مرحوم حاج محمد علی مزیدی (حاج محمد علی بخشدار) مرمت و بازسازی گردیده است. استاد بنا آن حسین رزاق بوده است. دیگری در تخته دهم همان صحرا واقع است و ۷۰٪ آن تخریب شده است و فقط چند عدد پایه آن بقی مانده است. ساختمان دیگر در تخته دهم آن صحرا واقع شده و تقریباً مخروبه است.
- گنبد نیستان صحرای شرف آباد
- بادگیر منزل مرحوم حاج محمدجواد

ساباط، معبری برای آرامش رهگذران
ساباط‌ها به گونه‌ای استقرار پیدا کرده‌اند تا انسان پیاده در مسیر حرکت خود در یک توالی مناسب در فضای سایه قرار گیرد.
ساباط‌های شرف آباد عبارتند از:
1. ساباط فانیان
2. ساباط حاج احمد اکبر
3. ساباط حاج علی‌محمد (خراب شده است)
4. ساباط شیطونک (خراب شده است)
5. ساباط میرزا غلامعلی (خراب شده است)
6. ساباط حاجی حسن (خراب شده است)
7. ساباط بخشدار
8. ساباط رضا اصغر (خراب شده است)
9. ساباط وکیل (خراب شده است)

## امکانات فرهنگی و آموزشی
این روستا یکی از روستاهایی است که از قدیم دارای مدرسه بوده وهمین امر باعث شده که افراد تحصیل کرده زیادی داشته باشد و در سمت‌های مختلف دولتی در سطح شهرستان و استان و کشور مشغول به فعالیت باشند. قدیمی‌ترین دبستان رستاق به نام دبستان معزی شرف ّباد در سال ۱۳۰۷ در این روستا تأسیس شد و مدیریت آن مدرسه بر عهده مرحوم فانی بزرگ گذاشته شده بود. ایشان مدیر و معلم بودند. بعداً مدرسه‌های دیگری به نام‌های شهید سید جواد رهاوی، مالک اشتر، راهنمایی شهید مفتح و راهنمایی حضرت رقیه ساخته شدند. روستا دارای یک کتابخانه مستقل و یک کتابخانه در مسجد صاحب الزمان است.

## امکانات ورزشی
روستا دارای یک ورزشگاه به نام شهیدان مزیدی می‌باشد و زمین فوتبال آن خاکی است. جوانان روستا ورزش دوست می‌باشند و چندین مقام هم در سطح منطقه در رشته‌های فوتبال و والیبال کسب نموده‌اند.

## اداره و مدیریت روستا
با توجه به سیستم مدیریت روستایی این روستا دارای اعضای سه نفره شورای اسلامی و یک دهیار بوده که با آرای مردمی انتخاب شده‌اند.

## امکانات رفاهی
روستا دارای یک پارک (بوستان حافظ)، خانه بهداشت، میدان ورودی، مرکز توانبخشی (خانه سالمندان)، بانک ملت، صندوق قرض الحسنه انصار الحسین، پست بانک و دفتر مخابراتی، مرکز جمع‌آوری شیر، شرکت تعاونی روستایی، نمایندگی ایران خودرو، پمپ بنزین و … می‌باشد.